# Przybiń
Przybiń (pol. hist. Przybina) – wieś w Polsce położona w województwie wielkopolskim, w powiecie leszczyńskim, w gminie Rydzyna.
W latach 1975–1998 miejscowość administracyjnie należała do województwa leszczyńskiego.

## Historia
Miejscowość pierwotnie związana była z Wielkopolską. Ma metrykę średniowieczną i istnieje co najmniej od początku XV wieku. Po raz pierwszy wymieniana w dopełniaczu w łacińskojęzycznym dokumencie z 1404 jako Przybyni, 1405 Przibini, 1412 Przibina, 1429 Przybina, 1478 Przybynya, 1502 Przibinya, 1502 Przydzyna.
Miejscowość była prywatną wsią szlachecką należącą do lokalnej szlachty wielkopolskiej; Rydzyńskich, Czernińskich, Tworzyjańskich, Grzybowskich, Oporowskich, Racadowskich, Górzyńskich, Drzewieckich, Zakrzewskich oraz Przybińskich, którzy od nazwy wsi przyjęli odmiejscowe nazwisko. W 1466 należała do powiatu kościańskiego, a w 1520 do powiatu śremskiego Korony Królestwa Polskiego. W 1410 leżała początkowo w parafii Dąbcze, a potem w parafii Rydzyna.
W latach 1404–1405 Jan Czerniński właściciel Czerniny na Śląsku oraz Rydzyny toczył proces z Maciejem Tworzyjariskim, który dowodził, że ma lepsze prawo bliższości do Przybinia, ponieważ Frącek uzyskał połowę tej wsi w czasie, gdy posiadał ją Donin Sarnowski. W 1412 Jan Czerniński, który od nazwy wsi przyjął nazwisko Rydzyński toczył kolejny proces z Maciejem Lasockim o połowę wsi i pod przysięgą ujawnił ile zapłacił za pół wsi, odliczając od tej sumy 22 grzywny, które „mu wyznał Maciek”. W latach 1417–1418 Jan Rydzyński toczył proces z dziedzicami Tworzyjanic o rozgraniczenie pomiędzy Pawłowicami należącymi do Rydzyńskich oraz Przybiniem. Rozgraniczenie to miało być dokonane przy pomocy lokalnego opola. W 1446 wnuk Jana także Jan z Rydzyny zapisał swojej żonie Agnieszce posag oraz wiano na posiadanym majątku w tym m.in. na połowie Przybinia.
W 1551-1552 Stanisław Rydzyński kupił za 1000 grzywien od Piotra Racadowskiego jego część Przybinia nabytą od Górzyńskich. W 1561 Przybiń odziedziczyli synowie zmarłego Jana Przybińskiego - Maciej, kanonik głogowski Jan, Łukasz, Piotr oraz Marek Przybińscy. W latach 1563–1564 za 1600 złotych połowę Przybinia wykupił od swych braci Maciej Przybiński. W 1566 zapisał swojej żonie Reginie po 450 grzywien posagu i wiana na połowie wsi, a w 1570 sprzedał tę część Wojciechowi Zakrzewskiemu za 4100 złotych. W 1572 nabywca ten sprzedał miejscowość Janowi Pawłowskiemu za 4200 złotych.
Wieś wspominały historyczne dokumenty podatkowe. W 1510 we wsi było 14 łanów oraz 3 zagrodników. W 1530 odnotowano pobór podatków od 4 łanów. W 1563 pobór od 5 łanów, jednego wiatraka dziedzicznego, karczmy dziedzicznej oraz komornika. W 1590 działy majątkowe we wsi należące do Łukasza Przybińskiego z bratanicą Anną żoną Walentego Grodzickiego, obejmowały 7 łanów osiadłych oraz jeden łan opuszczony i 4 zagrodników.
Wskutek II rozbioru Polski w 1793 wieś przeszła pod władanie Prus i jak cała Wielkopolska znalazła się w zaborze pruskim.
W XVIII wieś przeszła w ręce Nieżychowskich, a następnie ponownie Bojanowskich, którzy w 1827 sprzedali Przybiń rodzinie Jackelów. Kolejnymi właścicielami byli Berkowie, Käklerowie i rodzina Martini, która w 1910 wybudowała istniejący do czasów współczesnych dwór. Po odzyskaniu przez Polskę niepodległości Martini odsprzedali dobra przybińskie Flisiewiczom, którzy zamieszkiwali wieś do 1946.

### Dwór
Dwór został wybudowany w 1910 i zastąpił znajdujący się w tym miejscu starszy budynek. Powstał na planie prostokąta, posiada dwie kondygnacje nakryte mansardowym dachem z wystawkami. Na osi frontowej elewacji znajduje się zawierający taras trzyosiowy ryzalit z doryckim portykiem, jest on zamknięty półkolistym przyczółkiem. Pola portyku i przyczółku wypełnione są płaskorzeźbami o motywami charakterystycznymi dla secesji. Za dworem znajduje się pochodząca w drugiej połowy XIX wieku zabudowa folwarczna z charakterystycznym gołębnikiem. Całość otacza park krajobrazowy o powierzchni 1,5 ha, w którym wyróżniają się dęby, lipy i kasztanowce. Od głównej drogi prowadzi aleja wysadzana kasztanowcami, po dwóch stronach niesymetryczne stawy. Całość jako zespół dworski została wpisana 3 kwietnia 1975 do rejestru zabytków – nr rej.: 446/Wlkp/A.